# Mioclaenus
Il miocleno (gen. Mioclaenus) è un mammifero estinto, classificato in passato fra i condilartri. Visse nel Paleocene medio (circa 62 - 57 milioni di anni fa) e i suoi resti fossili sono stati ritrovati in Nordamerica.

## Descrizione
Questo animale è noto principalmente per materiale dentario e cranico; le specie più grandi dovevano essere della taglia di una marmotta. Era dotato di incisivi e canini di piccole dimensioni, mentre i premolari e i molari erano bassi e semplici, molto robusti e poco ornamentati. I premolari, né molariformi né selenodonti, erano molto sporgenti. L'ipocono, il paraconide e l'entoconide erano molto deboli o addirittura assenti. I terzi molari erano ridotti. 

## Classificazione
Il genere Mioclaenus venne descritto per la prima volta nel 1881 da Edward Drinker Cope sulla base di resti fossili ritrovati in Nuovo Messico, in terreni del Paleocene medio. La specie tipo è Mioclaenus turgidus; lo stesso Cope, successivamente, descrisse altre specie (M. baldwini, M. mandibularis, M. opisthacus, M. zittelianus) provenienti sempre dal Nuovo Messico. Altri fossili attribuiti a questo genere sono stati ritrovati in Texas e Wyoming. 
Mioclaenus è un genere di mammiferi ungulati arcaici, inizialmente ascritto agli Hyopsodontidae, ma successivamente ascritto a una famiglia a sé stante (Mioclaenidae). Negli anni successivi questa famiglia è stata tuttavia considerata da alcuni studiosi una sottofamiglia degli Hyopsodontidae. Affine a Mioclaenus, ma più antico, è Choeroclaenus.

## Paleobiologia
Mioclaenus doveva essere un piccolo erbivoro poco specializzato, probabilmente adatto a nutrirsi di foglie tenere.